# Roger Olmos
Roger Olmos Pastor (Barcelona, 23 de desembre de 1975) és un il·lustrador català.

## Biografia
S'apropa al món de la il·lustració des de molt jove, quan queda fascinat pels llibres que té el seu pare en el seu estudi, i particularment pels llibres il·lustrats per Brad Holland, Caça i Brian Froud, que prefereix als quals té ell “per a la seva edat”. S'especialitza en il·lustració a l'Escola d'Arts i Oficis Llotja Avinyó de Barcelona i, després d'un aprenentatge com a il·lustrador científic en el Institut Dexeus, decideix dedicar-se a la il·lustració de llibres per a nens.
El 1999 és seleccionat en la Fira Internacional del llibre infantil de Bolonya, on troba el seu primer editor, Kalandraka. El 2000 publica el seu primer llibre, Oncle Llop, que el 2002 és inclòs en la selecció White Ravens de la Internationale Jugendbibliothek de Múnic.
Des de llavors ha publicat més de 50 títols a nivell nacional i internacional per a editorials com: Edelvives, Random House Mondadori, Macmillan, Kalandraka, Oqo Editora, Ediciones B, La Galera, Teide, Baula, Logos Edizioni, Bromera, Edicions 62, Alfaguara, Planeta, Anaya… Té experiència també com a il·lustrador en diferents projectes de publicitat, televisió i revistes.
Vegà i animalista, col·labora activament amb FAADA. De la seva elecció de vida, i de la col·laboració amb FAADA i l'editorial italiana Logos edizioni va néixer el llibre Sinpalabras, valorat per noms de la talla de Jane Goodall i J.M. Coetzee i que ell mateix defineix “un dels llibres més importants i personals de la meva carrera”.
A més d'intervencions i xerrades per a l'Institut Cervantes pels seus nombrosos centres per tot el món, Roger Olmos col·labora en el màster universitari en Llibre il·lustrat i animació audiovisual de la Facultat de belles arts de la Universitat de Vigo així com diversos cursos en acadèmies com la Fine Art Factory a Martina Franca, Itàlia. L'escola d'il·lustració en la Escola de la Dona Francesca Bonnemaison de Barcelona o l'acadèmia Ars in Fabula de Maccerata, Itàlia.

## Premis i reconeixements
- * 1999, 2002 i 2005: Seleccionat per a l'Exposició d'il·lustradors de la Fira Internacional del llibre infantil de Bolonya
- * 2002: Selecció White Ravens (Oncle llop, Kalandraka)[7]
- * 2004: Selecció White Ravens (El Llibre de les rondalles, Ediciones B)[8]
- * 2006: Esment especial White Ravens (La cosa que més dol del món, OQO)[9]
- * 2006: Premi Llibreter d'Àlbum Il·lustrat (La cosa que més dol del món, OQO)
- * 2006: Selecció Il·lustrar-te, Portugal
- * 2008: Premi Lazarillo d'Àlbum Il·lustrat (El príncep dels enredos, Edelvives)[10]
- * 2011 i 2013: Selecció Biennal d'il·lustració infantil de Bratislava
- • Regala'm un petó, editat per Pengüin Random House Mondadori. Premi al millor àlbum il·lustrat editat del 2014. Atorgat pel Ministeri d'Educació Cultura i Esport d'Espanya.
- • La llegenda de Zoom, editat per Nubeocho edicions. Premi al millor àlbum il·lustrat editat del 2015. Atorgat pel Ministeri d'Educació Cultura i Esport d'Espanya.

## Exposicions (selecció)
- 2000 Bären, Múnic (organitzada per la Internationale Jugendbibliothek)
- 2014 Latin Beat Film Festival, T-Site Daikanyama, Tòquio, amb Ana Juan i Alejandro Magallanes
- 2014 Petits catàleg d'instants de felicitat, Barberà del Vallès
- 2014 Senzaparole, Biblioteca Delfini, Modena
- 2014 Sinpalabras, Panta Rhei, Madrid
- 2015 Imaginarius, Les Naus, València, amb Elena Odriozola, Julio Antonio Blasco